# Welzow
Welzow (dolnołuż. Wjelcej) – miasto w Niemczech, w kraju związkowym Brandenburgia, w powiecie Spree-Neiße. Welzow leży 23 km na południowy zachód od Chociebuża.

## Współpraca
Miejscowość partnerska:
- Schiffweiler, Saara